# Zapasy na Igrzyskach Azji Południowej 1989
Turniej zapasów na Igrzyskach Azji Południowej rozegrano w Pakistanie w mieście Islamabad. 

## Styl wolny
| Waga    | Złoto:                | Srebro:            | Brąz:         |
| 48 kg   | Ombir Singh           | Sahiran Appuhamy   | Aslan Mohamad |
| 52 kg   | Jagdeep Singh         | Muhammad Nasrullah | H.Jahangir    |
| 57 kg   | Ashok Kumar Garg      | Muhammad Azeem     | A.C.de Souyza |
| 62 kg   | Dharan Singh Dahiya   | Mohammad Latif     | Harun Rashid  |
| 68 kg   | Satyawan              | Muhammad Choudry   | Hoban Perera  |
| 74 kg   | Tej Bir-Singh         | Dharma Raj Yadav   | Ali Akbar     |
| 82 kg   | Mohammad Yousaf       | Rebuan Khan        | Azad Singh    |
| 90 kg   | Abdul Majeed Maruwala | Sanjay Kumar       | M.Shafiuddin  |
| 100 kg  | Raj Kumar             | Ayub Akhar         | Abdul Hossain |
| +100 kg | Shahid Parviz Butt    | Bhim Singh         | Nural Azim    |

## Tabela medalowa
Gospodarz zawodów został zaznaczony kolorem.
| Poz.    | Państwo    |    |    |    | Łącznie |
| 1       | Indie      | 7  | 2  | 1  | 10      |
| 2       | Pakistan   | 3  | 5  | 2  | 10      |
| 3       | Bangladesz | 0  | 1  | 5  | 6       |
| 4       | Sri Lanka  | 0  | 1  | 2  | 3       |
| 5       | Nepal      | 0  | 1  | 0  | 1       |
| Łącznie | Łącznie    | 10 | 10 | 10 | 30      |